# Alejandra Ávalos
Alejandra Ávalos (Mexikóváros, Mexikó, 1968. október 17. –) mexikói színésznő, énekesnő.

## Élete és pályafutása
Alejandra Ávalos 1968. október 17-én született Mexikóvárosban. 
Karrierjét 1984-ben kezdte, színházi szerepekkel: Jézus Krisztus Szupersztár mexikói változatában Mária Magdolna szerepét, 1986-ban a The Rocky Horror Showban és a Robin Hoodban is játszott szerepet. 1988-ban jelent meg első nagylemeze Ser o no ser címen, amiből a "Punto Final", a "Tren Tren Tren" és a "Tu Hombre Yo Niña" című dalok lettek ismertek.  1990-ben jelent meg Amor fascíname lemeze, amelyről a címadó dal Spanyolországban, Mexikóban és Latin-Amerikában nagy népszerűségre tett szert. 
1998-ban Fernandát alakította a Soñadoras – Szerelmes álmodozók című sorozatban. 2000-ben megkapta Gilda szerepét a Sebzett szívek című telenovellában. 2004-ben Casandra szerepét játszotta az Apuesta por un amorban. Első férje Fernando Ciangherotti színész volt, 1988-tól 1992-ig.

## Filmográfia

### Telenovellák
- Que te perdone Dios (2015) ...Mía Montero
- Esperanza del corazón (2011)...Gladys Guzmán de Figueroa
- Apuesta por un amor (2004)... Casandra Fragoso
- Sebzett szívek (Siempre te amaré) (2000)... Gilda Gómez/Martha Laura Izaguirre
- Soñadoras – Szerelmes álmodozók (Soñadoras) (1998)... Fernanda Guzmán
- La antorcha encendida (1996) ... Ángela
- Morir dos veces (1996) ... Martha Luján
- Amor y venganza (1994) ...
- Perdóname todo (1993) ... Alejandra
- Tenías que ser tu (1992) ... Gabriela Beltrán
- Tal como somos (1987) ... Delia
- Tiempo de amar (1987) ... Mercedes
- Nosotros los Gómez (1986)
- El padre Gallo (1986)... Ray
- Martín Garatuza (1986)
- Abandonada (1985) ... Alicia
- Te amo (1984)... Cecilia

### Sorozatok
- Big Brother VIP (2005)
- La Rosa de Guadalupe (2009)
- Un tigre en la cama (2009)
- Humor a quien humor merece: El Padre Ramón (2010)
- Como dice el dicho (2012)
- Nueva vida (2013)